# Igualdad de oportunidades
La igualdad de oportunidades es una idea de justicia social que propugna que un sistema es socialmente digno y justo cuando todas las personas tienen las mismas posibilidades de acceder al bienestar social y poseen los mismos derechos políticos. 
Políticamente se opone al concepto de justicia social como igualdad de resultados. Históricamente la igualdad de oportunidades había sido preferida por la derecha política frente a la igualdad económica efectiva, o igualdad de resultados, preferida por la izquierda política, lo cual se refleja en la diferente preferencia de ambas opciones respecto a la redistribución de la renta vía impuestos, también velando su administración.
La igualdad natural es un principio que establece que todas las personas, en nuestro estado natural, somos iguales. La igualdad de resultados por otra parte significa que cada persona recibe efectivamente la misma cantidad del bien social o económico que cualquier otra persona. La igualdad social es una situación social según el cual las personas tienen las mismas oportunidades o derechos en algún aspecto.
Por ejemplo, existe igualdad de oportunidad en una rifa de un pastel en el que cada persona recibe un número de rifa. Sin embargo, en este ejemplo no habría igualdad de resultados, ya que al final una persona obtendría el pastel y los demás no tendrían nada. La igualdad de resultados se daría si el pastel se divide en trozos y se reparten entre cada papeleta.
Otro ejemplo válido sería una carrera en la que todos los participantes partieran de la misma línea de salida al mismo tiempo. Pese a tener igualdad de oportunidades por ser las reglas las mismas para todos, difícilmente llegarán a la meta al mismo tiempo debido a sus diferentes capacidades, por tanto tendrán desigualdad de resultados.

## Medición de la igualdad de oportunidades
La igualdad de oportunidades se expresa en indicadores como:
Las matrices de movilidad social, que contienen las probabilidades condicionadas de que un individuo esté dentro de determinada clase social o grupo laboral en función de la pertenencia de sus progenitores.

## Igualdad de oportunidades de mujeres y hombres en el ámbito laboral
La discriminación y falta de oportunidades hacia las mujeres ha existido desde ya hace bastantes años atrás, antes en los trabajos especialmente en trabajos pesados o “importantes” solo se contrataban hombres. Durante la Segunda Guerra Mundial los hombres fueron llamados a la guerra dejando muchos puestos de trabajos disponibles. Ante tal situación las mujeres comenzaron a entrar en estos empleos para suplantar a los hombres; sin embargo, una vez que terminó la guerra los hombres regresaron y reemplazaron a las mujeres ya que se creía que ellas quitarían empleos a muchos hombres. 
La obra femenina era más económica, y restringía el número y tipos de trabajos disponibles para los hombres, además condenaba a las mujeres a ocuparse en ocupaciones menos prestigiosas, en condiciones laborales peores o bajo la explotación.

## Igualdad de oportunidades en la educación
La igualdad de oportunidades para estudiar debe ser para todos, ya que todos tenemos este derecho al acceso a la educación. Para la UNESCO 2004 «La educación es un derecho humano fundamental indisolublemente ligado a la Declaración de los Derechos Humanos (1948) y a muchos otros instrumentos internacionales en derechos humanos» Este nos permite a todos los ciudadanos sin excepciones, sin importar nuestra economía, religión, cultura, etc. El tener acceso a la educación básica, además, que esta debe ser igualitaria
La educación no solo se da por medio de la instituciones, si no que estas también se dan por medio de la sociedad regularmente por la familia. Para Muntaner 2000 «La educación es un proceso que es fundamental en toda sociedad, se ve influenciada no solo por decisiones pedagógicas o didácticas, sino también de políticas, económicas, ideológicas, culturales etc. y que las condicionan en cada contexto particular». 

## Igualdad de oportunidades e igualdad de resultados
La igualdad de oportunidades y la igualdad de resultados son dos posturas alternativas para organizar de modo justo una sociedad. Ambos conceptos están estrechamente relacionados con los conceptos de libertad negativa y libertad positiva.
Las consecuencias legales y políticas de esta dicotomía se relacionan con el papel del gobierno. Tradicionalmente se ha pensado que la igualdad de oportunidades se logra mediante la no intervención del gobierno en la distribución (quedando su papel reducido a garantizar la "libertad negativa": libertad de expresión, libertad religiosa, garantías para la propiedad privada, etc.), mientras que la igualdad de resultados requiere la intervención del gobierno median
te la ejecución de programas de bienestar para los pobres y la instauración de impuestos progresivos.